# Mari Krüger
Mariana Krüger Bueno (Porto Alegre, 22 de agosto de 1989), conhecida como Mari Krüger, é formada em biologia, DJ e influenciadora digital brasileira. Tornou-se conhecida por desmistificar produtos da indústria bem-estar e combater a desinformação em saúde e ciência nas redes sociais, utilizando uma abordagem que alia rigor científico e humor. 

## Biografia
Mari Krüger nasceu em Porto Alegre e foi adotada ainda criança, tema tratado com naturalidade em sua família. Formou-se em Ciências Biológicas pela Universidade Federal do Rio Grande do Sul (UFRGS).

## Carreira
Durante a pandemia de COVID-19, iniciou a produção de conteúdo digital com vídeos educativos e humorísticos, buscando tornar a ciência mais acessível. Krüger se notabilizou por desmentir alegações sem comprovação científica relacionadas à saúde, ao bem-estar e à beleza, criticando a divulgação de produtos milagrosos na internet. Em 2024, foi indicada como finalista na categoria "AprendaNoTikTok" do TikTok Awards 2024, mas não venceu a premiação.
Ganhou notoriedade como divulgadora científica em plataformas digitais, especialmente no TikTok, onde alcançou mais de dois milhões de seguidores. Seu conteúdo é focado em desmistificar conceitos de biologia e analisar criticamente produtos e alegações da indústria de wellness, como suplementos alimentares, cosméticos com promessas de emagrecimento ou crescimento capilar, apontando a falta de comprovação científica para muitos deles. Krüger utiliza uma abordagem que mescla humor e informação embasada em evidências científicas. Iniciou sua maior projeção online durante a pandemia de COVID-19, motivada pela diminuição de sua renda como DJ e pela preocupação com a disseminação de desinformação. Krüger desmistifica informações incorretas sobre práticas como o uso de alho para curar herpes, a homeopatia, e questões de saúde pública como a higiene em banheiros públicos. Promove a educação ambiental e práticas sustentáveis nas redes sociais, combinando ciência, tecnologia e inovação.

### Atuação nasEnchentes no Rio Grande do Sul em 2024
Durante as severas enchentes que atingiram o Rio Grande do Sul em abril e maio de 2024, Mari Krüger, natural do estado, utilizou seu alcance nas redes sociais para mobilizar ajuda às vítimas. Residente em São Paulo, mas com familiares e amigos na região afetada, foi uma das primeiras influenciadoras a alertar sobre a gravidade da situação, publicando um vídeo que alcançou grande repercussão, no qual pedia doações e relacionava o evento às mudanças climáticas. Sua atuação envolveu trabalho voluntário presencial em centros de coleta de doações em São Paulo, divulgação constante de informações e necessidades específicas apuradas junto a contatos locais, e a promoção de plataformas de voluntariado como a SOS Rio Grande do Sul. Krüger também destacou publicamente a importância da continuidade da ajuda a longo prazo, alertando para a tendência de diminuição das doações após o impacto inicial da tragédia, e defendeu a divulgação de ações solidárias por figuras públicas como forma de incentivo.